# Ступинское сельское поселение (Воронежская область)
Ступинское сельское поселение — муниципальное образование в Рамонском районе Воронежской области.
Административный центр — село Ступино.

## География
Ступинское сельское поселение входит в состав Рамонского района, который в свою очередь находится в северо-западной части Воронежской области на правом и левом берегу р. Дон, правом и левом берегу р. Воронеж. Граничит с Семилукским, Верхнехавским, Новоусманским, районами, городским округом город Воронеж Воронежской области и с Липецкой областью. В целом, ландшафт района обладает высокими визуальными качествами в центральной и восточной части района – от р. Дон до р. Воронеж, включая их берега и поймы. 

## История
Ступинское сельское поселение возникло в конце XVI века как атаманское поселение. В 1615 году в Ступино было атаманских дворов 33, дворов детей боярских — 4 и несколько крестьянских. Первая церковь Дмитрия великомученика была выстроена в селе в 1625г. В 1689г. на ее месте строится вторая церковь. Во второй половине ХYIII в. в Ступино строились струги. А с 1697 по 1713гг. на ступинской верфи по Указу Петра I строились суда для русского военного флота. За этот период здесь было выстроено 15 боевых кораблей и более 1000 небольших судов.

## Административное деление
В состав поселения входят:
- село Ступино,
- село Нелжа,
- село Пчельники.

## Экономика
Основной отраслью экономики Ступинского сельского поселения является Сельское хозяйство. Сельскохозяйственная отрасль представлена предприятием ООО «Заречное», которое занимается производством зерновых, молочным животноводством, крестьянскими (фермерскими) хозяйствами и хозяйствами населения.

## Население
| 2010 | 2012 | 2013 | 2014 | 2015 | 2016 | 2017 |
| ---- | ---- | ---- | ---- | ---- | ---- | ---- |
| 945  | ↘915 | ↘893 | ↘865 | ↗871 | ↗900 | ↗902 |
| 2018 |      |      |      |      |      |      |
| ↗917 |      |      |      |      |      |      |

## Социальная сфера

### Здравоохранение
На территории Ступинского сельского поселения функционируют два фельдшерско-акушерских пункта в селе Ступино и селе Нелжа.